# به شکل دلپذیر
به شکل دلپذیر (به انگلیسی: In a Mellow Mood) تصنیفی است که در سال ۲۰۰۵ توسط "کِی سی و سانشاین بَند" (به انگلیسی: KC and the Sunshine Band) منتشر شد. به جز سه تا از ترانه‌ها، همهٔ آنها در آلبوم‌های قبلی وجود داشتند. دو تا از استثناها -"خاطره" و "ناپدید شدن عشق"- قرار بود در آلبوم یامی بیایند و حتی در برگهٔ اطلاعات سی دی هم این طور ذکر شده بود.
وقتی که آلبوم یامی در سال ۲۰۰۷ منتشر شد فقط ترانهٔ "ناپدید شدن عشق" در لیست ترانه‌ها آمده بود و بدین شکل ترانهٔ "خاطره" درآلبوم قبلی یکتا باقی‌ماند.
در برگهٔ اطلاعات سی دی همچنین ادعا شده بود که ترانهٔ "من حالا می تونم واضح ببینم" از مجموعهٔ زندگی را نابود کن! است در حالی که‌این ترانه برای اولین بار بود که ساخنه شده بود.

## لیست ترانه‌ها
1. تو هم مثل من فکر می‌کنی؟
2. نرو
3. در دنیای من
4. من نمی دونستم
5. تمام آنچه می‌خواهم
6. من حالا می تونم واضح ببینم
7. وقتی چشم هیم را می‌بندم
8. تمام آنچه واقعاً می‌خواهم انجام دهم
9. به خاطر تو آنجا خواهم بود
10. نمی تونم فراموش کنم
11. لطفاً نرو (لیو اَت ورسیلا)
12. یه ذره عشق چی؟
13. بسیار خرسند
14. خاطره
15. ناپدید شدن عشق
16. لطفاً نرو
17. ندو

## نوازندگان
- هری وین - کیبورد